# Stigmatochromis woodi
Stigmatochromis woodi är en fiskart som först beskrevs av Regan 1922.  Stigmatochromis woodi ingår i släktet Stigmatochromis och familjen Cichlidae. IUCN kategoriserar arten globalt som livskraftig. Inga underarter finns listade i Catalogue of Life.